# Sumberpandan
Sumberpandan is een bestuurslaag in het regentschap Bondowoso van de provincie Oost-Java, Indonesië. Sumberpandan telt 1869 inwoners (volkstelling 2010).